# Étude d'impact
 (août 2012).
Pour les études d’impact des projets de lois en France, voir Processus législatif en France.
Une étude d'impact, évaluation d'impact ou notice d'impact est une étude technique qui vise à apprécier les conséquences de toutes natures, notamment environnementales, d'un projet d'aménagement pour tenter d'en limiter, atténuer ou compenser les effets négatifs. Le terme provient de l'anglais bien que le mot « impact » n'ait pas la signification de « conséquences » en français.

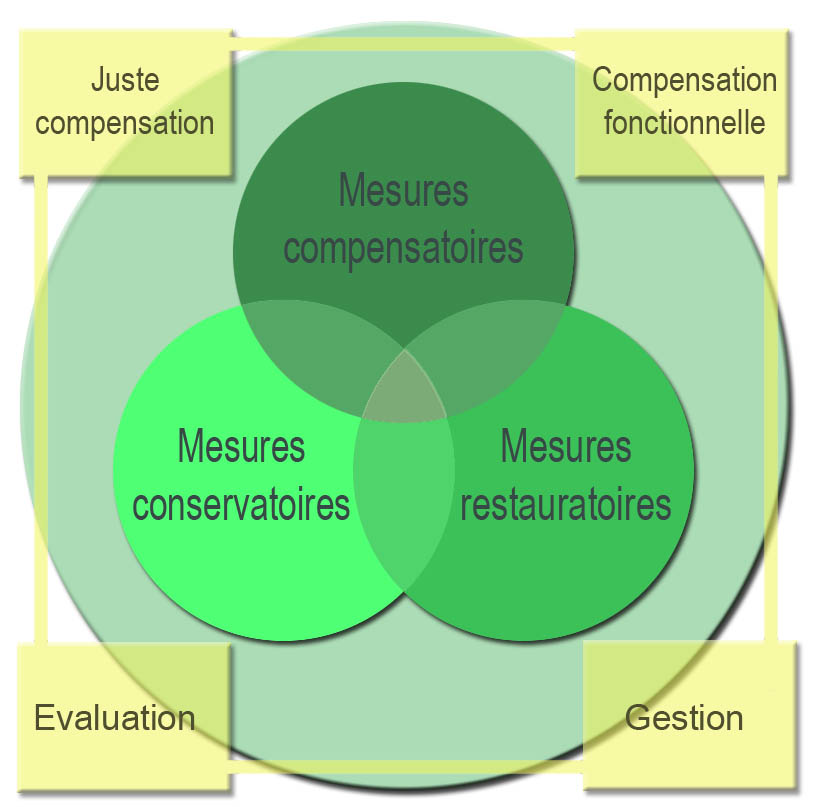
Diagramme présentant quelques mots-clé et les relations et interrelations entre trois modes de compensation d'impacts écologiques, tels que devant ou pouvant être compensés à la suite des études d'impacts

## Étude d'impacts environnementaux

### Origine et description
La prise de conscience, dans les années 1970, de la nécessité de limiter les dommages à la nature s’est concrétisée par des lois obligeant à réduire les nuisances et pollutions, et à atténuer les impacts des grands projets (ou de projets dépassant un certain coût). Longtemps elles n'ont été obligatoires pour les grands projets qu'au-dessus de certains seuils financiers (sans rapports avec les effets environnementaux du projet). Une directive européenne, traduite en France dans la loi Grenelle 2  qui a finalement modifié le code de l'environnement  en ajoutant que l’étude d’impact doit porter sur le programme complet de travaux, même si les travaux sont échelonnés dans le temps, et non projet par projet comme cela pouvait être le cas précédemment ; et un décret de 2011  a supprimé la notion de seuil financier au-delà duquel les études d’impact étaient obligatoires, pour la remplacer par une liste exhaustive de tous travaux soumis à étude d’impact ou soumis à la procédure de « cas par cas »
Dans de nombreux pays, les « Études d'impact environnemental » (EIE) sont peu à peu devenues obligatoires préalablement à la réalisation d'aménagements ou d'ouvrages qui, par l'importance de leurs dimensions ou leurs incidences sur le milieu naturel, pourraient porter atteinte à ce dernier.
La portée des études d'impact a été souvent renforcée par :
- des procédures de concertation ou de débat public (conférence de consensus), tenant compte des objectifs de développement soutenable ;
- de nouvelles démarches et outils d'évaluation et de cartographie (SIG) des enjeux écologiques, environnementaux, patrimoniaux et paysagers ;
- de nouvelles démarches d'évaluation des sensibilités des territoires d’étude.

La loi Voynet en France invite les élus et porteurs de projets à mieux cerner les liens entre enjeux écologiques et socioéconomiques (cf. cohérence territoriale spécificité des enjeux..).
Les EIE ont cependant été insuffisantes pour enrayer la régression de la biodiversité.
Les EIE étudient et comparent les impacts écologiques (et donc faunistiques, floristiques, fongiques, éco-paysagers), acoustiques, paysagers, depuis le stade du chantier jusqu'au stade de la déconstruction.
Ces études doivent comparer et évaluer les avantages et inconvénients d'une solution retenue et d'alternatives ayant fait l'objet d'une évaluation affinée. Elles proposent des mesures conservatoires et/ou compensatoires pour atténuer les effets du projet, avec ou sans enquêtes publiques. Ces mesures sont cependant rarement suffisantes, par exemple pour réparer les effets de coupure écologique des routes, voies ferrées, canaux.

### Limites et difficultés
Les études d’impacts sont financées par le pétitionnaire, et elles n'ont longtemps été obligatoires qu'à partir d'un seuil financier et elles ne le sont que pour certains projets (installations classées pour la protection de l'environnement, grands projets..), alors qu’une somme de nombreux petits projets apparemment anodins peuvent générer des impacts environnementaux, sociaux et sanitaires encore plus importants, voire majeurs qu'un grand projet très coûteux.
Un remembrement fait en France l’objet d’une étude d’impact, mais la somme des impacts de l’agriculture qui occupe généralement de 20 à 75 % du paysage des régions n’est pas étudié, pas plus que celui de l’urbanisme courant ou du « roadkill » (animaux tués sur les routes). Seuls quelques-uns des effets indirects et différés dans l'espace et dans le temps d'un projet sont généralement étudiés.
Un des constats des bilans des lois de 1976, dressés en 1996 (par France Nature Environnement notamment) puis en 2006 par le Ministère de l'Écologie et du Développement Durable en France, est que si elles ont permis des réels progrès dans certains domaines, elles n'ont pas suffi à enrayer la dégradation globale de l'Environnement. Les études d'impacts sont encore souvent incomplètes ou biaisées, notamment pour les raisons suivantes :
- Manque de temps et de moyens financiers pour les experts nécessaires aux évaluations environnementales fines.
- Défaut de cahiers des charges (certains cahiers des charges imposent de ne traiter que certains aspects en évitant par exemple les impacts indirects, secondaires ou les impacts sur la santé humaine, les impacts cumulatifs et/ou synergiques, ou induits par la pollution lumineuse, par les impacts énergétiques (émissions de gaz à effet de serre), en matière d’empreinte écologique, etc.), ou en ne traitant que les espèces protégés pour lesquelles l'aménageur doit demander des dérogations ou autorisations de destruction[6].
- Défaut d’accès à des informations essentielles mais jugées confidentielles pour des raisons industrielles, de brevet, militaires ou politiques. Dans de nombreux pays, les plans et documents établis à fins de défense nationale ou de protection civile ne sont pas soumis à une évaluation environnementale, bien que l’on sache que de nombreux sites pollués ont une origine militaire ou sont des séquelles de guerre.
- Manque de temps et/ou de compétences techniques pour les inventaires faune-flore et écologiques, en particulier en zone tropicale forestière, aquatique ou marine où de nombreuses espèces sont inconnues ou connues uniquement de quelques spécialistes, où les espèces sont parfois difficilement accessibles (sur la canopée, sous le sol) et les impacts peu prévisibles (par exemple sur les récifs coralliens pour les aménagements portuaires et littoraux).
- Mauvaise prise en compte des impacts indirects et secondaires (différés dans l’espace et dans le temps) : par exemple, l’expérience a montré en France que la création d’autoroutes engendrait des impacts environnementaux très importants via les remembrements qu’ils entraînaient, autant sinon plus qu’à cause des retombées de pollution et de l’effet de fragmentation écologique de l’autoroute elle-même (idem pour les canaux, TGV et autres contournements..).
- Parfois l’étude d’impact est bien faite, mais les mesures compensatoires et conservatoires qu’elle propose ne sont simplement pas mises en œuvre. Ou les observatoires nécessaires pour ajuster dans le temps les mesures compensatoires (prévus pour 3 ans minimum par la loi (LOTI) en France pour les grands projets routiers ne sont simplement presque jamais mis en œuvre).
- Les grands projets doivent faire l'objet d'études d'impacts sur l'Environnement, mais ils sont parfois saucissonnés par leurs promoteurs (mis en œuvre par tranches successives dans le temps), ce qui leur permet d'échapper aux études d'impacts.
- Certains aspects tels que le dérangement de la faune sont particulièrement difficiles à prendre en compte et à compenser.
- Les impacts différés de la pêche (en mer), de la chasse et de l’agriculture ou de la sylviculture qui peuvent être amplifiés par certains aménagements sont rarement étudiés, et l'étude des impacts des aménagements sur ces activités est souvent très simplifiée, quand elle existe.
- Les mesures compensatoires (replantation d’arbres, par exemple) peuvent prendre des dizaines d’années avant d’avoir un effet significatif, alors que l’impact négatif était majeur et immédiat.
- La loi impose parfois des mesures contreproductives, avec par exemple la remise en état des carrières, justifiant en général qu’elles soient rebouchées par des déchets, alors qu’un aménagement plus propice à la biodiversité et à la conservation des ressources en eau pourrait être proposé, permettant la survie des espèces protégées qui s’y étaient généralement installées.
- Dans le doute scientifique, face à des enjeux économiques souvent importants, le principe de précaution est d'application difficile.

### Question des effets cumulés
Ces effets, souvent synergiques et aggravants sont particulièrement difficiles à évaluer. Lors du long processus d'aménagements des territoires et/ou d'exploitation de ressources naturelles, ce cumul s'exerce souvent à la fois dans l'espace et dans le temps (dans la séquence éviter-réduire-compenser jusqu'où remonter dans le passé [ou le futur en termes de prospective] et quelles distances et échelles faut-il prendre en compte ?). Les dossiers réglementaires d'études d'impact imposent l'étude des effets cumulés, mais sur la base de cahiers des charges souvent flous. Les résultats de ces études sont généralement non-satisfaisant. C'est l'un des sujets étudiés en France par le Programme ITTECOP

### Des études pas assez interdisciplinaires et trop tardives
Dans l'encyclique Laudato si' le pape François insiste beaucoup sur les modalités de prise de décision en matière de protection de la nature et d’environnement, notamment sur la transparence (chapitre III, § 182-188). En ce qui concerne les études d'impact, il relève qu’elles devraient être élaborées de manière interdisciplinaire et insérées dès le début des projets. C’est exactement ce que demandait la Fédération française des sociétés de protection de la nature (FFSPN), notamment les 19 septembre 1978 et 7 mai 1979, en rencontrant MM. d'Ornano, ministre de l’Environnement et du Cadre de Vie et Delmas son secrétaire d’Etat. La FFSPN avait fait valoir que l’étude d’impact arrivait beaucoup trop tard dans la procédure quand le projet était bouclé. Il était alors inévitable que ceux qui avaient élaboré un projet, quelquefois pendant plusieurs années, refusent  des remarques qui eussent pu être intégrées lorsque  le champ des possibles était encore ouvert. En conséquence, il ne restait plus aux citoyens appelés à se prononcer lors de l’enquête publique que le refus en bloc ou la résignation.

## Par pays

### Union européenne
L'évaluation des incidences environnementales des plans et grands projets doivent faire l'objet d'une attention particulière, dans le respect des directives concernant l'environnement.
De même, la participation et l'information du public doivent être permises et encouragées quand des impacts environnementaux sont possibles, conformément à la convention d'Aarhus et à la Convention d'Espoo (dans le cas de projets transfrontaliers ou aux impacts pouvant toucher le pays voisin).

### France
39 articles du nouveau Code de l'environnement (modifié par la loi Grenelle II) sont relatifs aux études d'impacts qui - en France - comprennent au minimum les éléments suivants :
1. « une description du projet » ;
2. « une analyse de l'« état initial » (ou « état de référence », « état-zéro ») de la zone susceptible d’être affectée et de son environnement » ;
3. « l’étude des effets du projet sur l’environnement ou la santé humaine, y compris les effets cumulés avec d’autres projets connus » ;
4. « les mesures proportionnées envisagées pour éviter, réduire et, lorsque c’est possible, compenser les effets négatifs notables du projet sur l’environnement ou la santé humaine, ainsi qu'une présentation des principales modalités de suivi de ces mesures et du suivi de leurs effets sur l’environnement ou la santé humaine » ; La séquence 'éviter-réduire-compenser' a été précisée en mai 2012 avec la publication d'une doctrine nationale[9], puis en 2013 par des fiches décrivant les « lignes directrices nationales »[10], elle « s’applique à toutes les composantes de l’environnement »
5. « une esquisse des principales solutions de substitution qui ont été examinées par le maître d’ouvrage et une indication des principales raisons de son choix, eu égard aux effets sur l’environnement ou la santé humaine » ;
6. pour les infrastructures de transport, l'étude « comprend une analyse des coûts collectifs des pollutions et nuisances et des avantages induits pour la collectivité ainsi qu’une évaluation des consommations énergétiques résultant de l’exploitation du projet, notamment du fait des déplacements qu’elle entraîne ou permet d’éviter » ;  La Loi (LOTI) impose pour les autoroutes nouvellement construites des observatoires des impacts autoroutiers (pour au moins 3 ans), mais ils ont rarement été mis en œuvre.
7. un « résumé non technique des informations prévues ci-dessus ».

Les EIE sont notamment cadrées par le Code de l’Environnement à partir de :
1. la Loi du 10 juillet 1976 sur la protection de la nature décrète que « la protection des espaces naturels et des paysages, la préservation des espèces animales et végétales, le maintien des équilibres biologiques auxquels ils participent et la protection des ressources naturelles contre toutes les causes de dégradation qui les menacent sont d'intérêt général » (et du « devoir de chacun ») la loi s’appuie sur une liste nationale d'espèces protégées et des listes régionales (dont la portée est atténuée par une clause permettant la destruction d’espèces protégées par certaines pratiques agricoles courantes). Les activités publiques ou privées d'aménagement, d'équipement et de production doivent se conformer aux mêmes exigences. La loi vise également un équilibre harmonieux de la population résidant dans les milieux urbains et ruraux. Les études d'impact deviennent obligatoires pour les grandes infrastructures. Un classement en forêts de protection peut désormais concerner des forêts péri-urbaines (pour le bien-être de la population). Les milieux peuvent être classés en RN (réserve naturelle) ou RNV (réserve naturelle volontaire, devenue RNR ou Réserve naturelle régionale) ; la loi crée un statut d'APB (ou APPB : Arrêté Préfectoral de Protection de Biotope).
2. la Loi du 19 juillet 1976 sur les installations classées pour la protection de l'environnement (ICPE) implique que l’auteur d’un projet demande l’autorisation du préfet pour l'installation d'activités présentant des « dangers ou des inconvénients » pour le voisinage ou la salubrité publique, telles que carrières, installations industrielles ou agricoles (65 000 installations soumises à autorisation, 550 000 installations soumises à déclaration, plus de 600 textes juridiques).

Les commissaires enquêteurs ont droit à des formations. Leur avis n’est pas nécessairement suivi par le préfet.
Lors de la campagne présidentielle de 1995, Jacques Chirac promet une généralisation des études d’impact sur l’environnement.
L'étude d'impact a été réformée par la loi du premier juin 2012.
En 2015, Charline Diot-Labuset, chargée de projet « démocratie et gouvernance » de la Fondation Nicolas Hulot, reprend à son compte la revendication de la FFSPN de 1978-1979, dans le cadre du « dialogue environnemental ».
Un projet de Système d’information pour la conservation et la diffusion des études d’impact (SICoDEI) vise à diffuser sur internet des études d’impact produites par les maîtres d'ouvrage, en déploiement en 2017 et devant être opérationnel en 2018.

#### Autorité environnementale
L'Autorité environnementale évalue la pertinence et la bonne conduite des études d’impact de tous les projets soumis à cette obligation. Pour la plupart des projets locaux, l'autorité environnementale (AE) est exercée par le préfet de région. Pour les grands projets d’infrastructure (autoroute, ligne à grande vitesse, ligne à haute tension, centrale nucléaire et EPR) et de certains grands projets de collectivités, cette autorité est le ministère chargé de l'environnement ou le CGEDD.
Le Cas du CGEDD :
Cet organe (« formation d'autorité environnementale du Conseil général de l'environnement et du développement durable ») a été créé en juillet 2008. Il est censé garantir une indépendance en tant qu'AE par rapport aux projets portés par le ministère.
Cette autorité a 3 mois à partir de sa saisine pour donner un avis sur chaque projet pour lequel elle aura été saisie.
L'avis ou l'information relative à l'existence d'un avis tacite est rendu public par voie électronique sur le site de l'Autorité environnementale.
L'autorité ne peut s’autosaisir, mais sa saisie est obligatoire pour tout projet présenté par le MEEDDM. Elle joue un rôle de conseil et expertise, voire d'inspection ou d'audit et d'évaluation du MEEDDM et des différents autres ministères ou autorités publiques qui peuvent le solliciter.
Elle doit notamment vérifier que l’état des lieux est complet, que les impacts ont été identifiés et que les mesures compensatoires sont suffisantes.
Michel Badré, son président a rappelé lors de l'installation de l'autorité que celle-ci préparait un cahier des charges minimal à respecter par chaque étude d’impact incluant l’articulation du projet avec « les trames vertes et bleues et la politique climatique. »
Le projet de loi Grenelle II contient quelques éléments de « Réforme des études d'impact » (art 86).
En 2002, le Ministère de l'environnement a publié un Guide sur la prise en compte des milieux naturels dans les études d'impact.

### Suisse
En droit suisse, des études d'impact sur l'environnement sont prévues par la loi fédérale sur la protection de l’environnement :

« Avant de prendre une décision sur la planification et la construction ou la modification d’installations, l’autorité examine le plus tôt possible leur compatibilité avec les dispositions en matière d’environnement. Doivent faire l’objet d’une étude de l’impact sur l’environnement (étude d’impact) les installations susceptibles d’affecter sensiblement l’environnement, au point que le respect des dispositions en matière d’environnement ne pourra probablement être garanti que par des mesures spécifiques au projet ou au site. »